# Regiunea Razgrad
Razgrad este o regiune (oblast) în nord-estul Bulgariei. Se învecinează cu regiunile Silistra, Shumen, Târgoviște și Ruse. Capitala sa este orașul omonim. 